# Tomoki Nojiri
Tomoki Nojiri (野尻智紀?, Nojiri Tomoki; Ibaraki, 15 settembre 1989) è un pilota automobilistico giapponese, due volte campione della Super Formula nel 2021 e 2022.

## Carriera

### Inizi
Nojiri iniziò a correre nel karting nell'All-Japan Karting Championship nel 2003 e nel 2006 si laureò campione della classe FA. Nojiri si trasferì in Europa per correre nel campionato europeo, nel Master italiano e nella Coppa del mondo KF1 nel 2007. Nojiri arrivò quinto nella Formula Challenge Japan nel 2009 e nel 2010, finendo anche quinto nella JAF Formula 4 West Series nel 2009.
Nel 2011, Nojiri corse nella classe nazionale del campionato giapponese di Formula 3 con HFDP Racing. Vinse tre gare, e chiuse secondo in campionato dietro a Katsumasa Chiyo. Nel 2012, Nojiri passò alla classe regina nella F3 giapponese; arrivò quinto in classifica vincendo il decimo round all'Okayama International Circuit. Nojiri passò alla Toda Racing nel 2013, con la quale arrivò quarto in campionato.

### Super Formula
Nel 2014, Nojiri passò alla Super Formula, dove corse per il DoCoMo Team Dandelion Racing, vincendo una gara sul Circuito di Sugo. Concluse la stagione al decimo posto in classifica, nonché primo tra i rookie. Fu confermato dal team anche per la stagione 2015, in cui ottenne due podi ed il settimo posto in campionato con 19 punti.
Nel 2016 Nojiri ottenne la sua prima pole position in Super Formula a Okayama, ma concluse solo 16º in gara. Ottenne il suo unico podio stagionale a Sugo, finendo nono in classifica finale con 14,5 punti.
Nel 2017 la stagione di Nojiri fu peggiore, con soli due punti conquistati ed il 17º posto in classifica. Nel 2018 Nojiri salì sul podio nella prima gara a Suzuka e per il resto della stagione ottenne regolarmente piazzamenti nei primi 10. Con 12,5 punti, arrivò settimo in classifica finale. Nel 2019 Nojiri fu ingaggiato dal Team Mugen in luogo del campione in carica Naoki Yamamoto. Nel finale di stagione a Suzuka, ottenne la sua prima vittoria dal 2014. Con 24 punti, concluse quarto in classifica.
Nel 2020 Nojiri vinse una gara ad Autopolis, ma non riuscì a raggiungere il podio in altre occasioni, chiudendo quinto in classifica generale con 47 punti. Nojiri vinse tre gare nel 2021, al Fuji, a Suzuka e a Motegi, laureandosi campione della categoria con una gara d'anticipo. L'anno seguente ottiene una vittoria al Fuji ed grazie ad altri sei podi si laure campione per la seconda volta consecutiva.
Confermato per la stagione 2023 viene affiancato nel team da Liam Lawson. Nelle prime due corse al Fuji ottiene il secondo posto, dietro al compagno di squadra e la vittorie in gara due. A Suzuka è costretto al ritiro mentre non partecipa alla corsa di Autopolis per via di una pneumotorace riscontrata pochi giorni prima della gara.

### Super GT

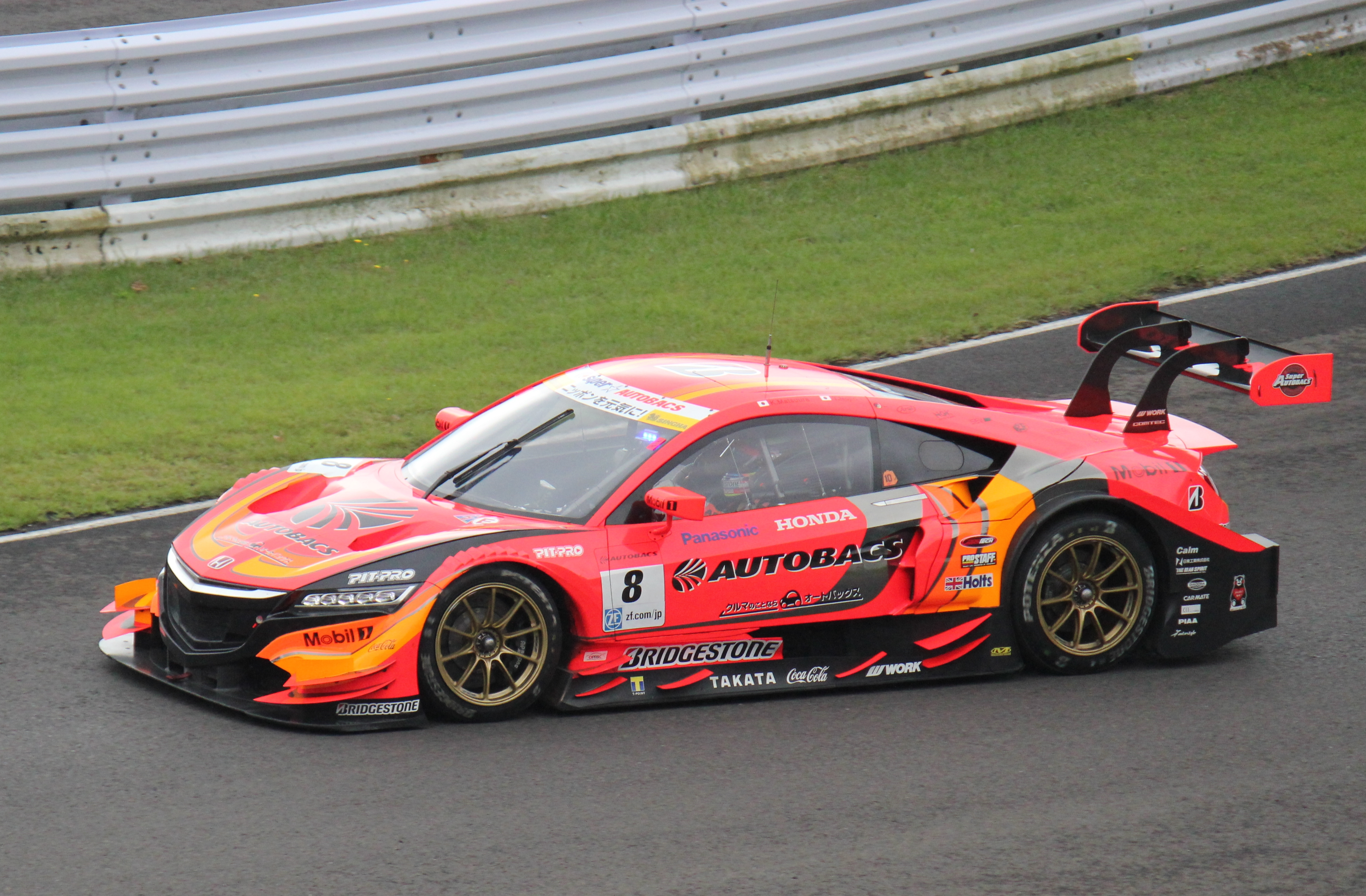
Tomoki Nojiri alla guida della Honda NSX Concept-GT nel 2016

Nojiri debuttò in Super GT nel 2013, correndo nella classe GT300 con il Team Mugen su una Honda CR-Z. Nel 2014, condivise la vettura con Yuhki Nakayama e ha conquistò podio al Fuji Speedway, finendo decimo in classifica con 26 punti.
Passato alla classe GT500, nel 2015 corse per il team ARTA su una Honda NSX-GT. Condividendo la macchina con Kosuke Matsuura, ebbe una stagione difficile, con il quarto posto nella gara di apertura della stagione a Okayama come miglior risultato. Con 10 punti, il duo concluse al quattordicesimo posto in classifica finale. L'anno seguente i due chiusero quindicesimi in classifica.
Nel 2017 Nojiri condivise la vettura con Takashi Kobayashi, conquistando tre pole position e vincendo la sua prima gara nella categoria al Fuji. Chiuse nono in campionato con 37 punti. Nel 2018 venne affiancato da Takuya Izawa, con il quale conquistò due vittorie a Suzuka e Motegi. Il duo arrivò terzo in campionato con 71 punti. Nel 2019, condivise nuovamente la vettura con Izawa; i due vinsero la gara d'apertura della stagione a Okayama, ma non riuscirono ad ottenere altri podi, concludendo decimi in classifica finale con 31 punti.
Per la stagione 2020 condivise la vettura con Nirei Fukuzumi, con il quale vinse una gara a Motegi e salì sul podio in altre due occasioni. Con 54 punti, il duo terminò quinto in campionato. Nel 2021, Nojiri e Fukuzumi vinsero a Suzuka e a Motegi, chiudendo al secondo posto in classifica con 60 punti.

## Risultati

### Riassunto della carriera
| Stagione | Categoria        | Team                         | Gare | Vittorie | Pole | GPV | Podi | Punti | Pos. |
| -------- | ---------------- | ---------------------------- | ---- | -------- | ---- | --- | ---- | ----- | ---- |
| 2011     | F3 giapponese    | Honda Formula Dream Project  | 14   | 3        | 5    | 2   | 10   | 89    | 2º   |
| 2012     | F3 giapponese    | Honda Formula Dream Project  | 15   | 1        | 2    | 1   | 6    | 49    | 5º   |
| 2013     | F3 giapponese    | TODA Racing                  | 15   | 0        | 0    | 0   | 7    | 50    | 4º   |
| 2013     | Super GT - GT300 | Autobacs Racing Team Aguri   | 2    | 0        | 0    | 0   | 0    | 0     | NC   |
| 2014     | Super Formula    | DoCoMo Team Dandelion Racing | 9    | 1        | 0    | 0   | 1    | 10    | 10º  |
| 2014     | Super GT         | Team Mugen                   | 8    | 0        | 0    | 0   | 1    | 26    | 11º  |
| 2015     | Super Formula    | DoCoMo Team Dandelion Racing | 8    | 0        | 0    | 2   | 2    | 19    | 7º   |
| 2015     | Super GT         | Autobacs Racing Team Aguri   | 8    | 0        | 0    | 0   | 0    | 10    | 14º  |
| 2016     | Super Formula    | DoCoMo Team Dandelion Racing | 8    | 0        | 1    | 0   | 1    | 14.5  | 9º   |
| 2016     | Super GT         | Autobacs Racing Team Aguri   | 8    | 0        | 0    | 0   | 0    | 16    | 15º  |
| 2017     | Super Formula    | DoCoMo Team Dandelion Racing | 8    | 0        | 1    | 0   | 0    | 2     | 17º  |
| 2017     | Super GT         | Autobacs Racing Team Aguri   | 8    | 1        | 3    | 2   | 1    | 37    | 9º   |
| 2018     | Super Formula    | DoCoMo Team Dandelion Racing | 7    | 0        | 1    | 0   | 1    | 12.5  | 7º   |
| 2018     | Super GT         | Autobacs Racing Team Aguri   | 8    | 2        | 3    | 2   | 3    | 71    | 3º   |
| 2019     | Super Formula    | Team Mugen                   | 7    | 1        | 0    | 0   | 1    | 24    | 4º   |
| 2019     | Super GT         | ARTA                         | 8    | 1        | 0    | 0   | 0    | 31    | 10º  |
| 2020     | Super Formula    | Team Mugen                   | 7    | 1        | 2    | 0   | 1    | 47    | 5º   |
| 2020     | Super GT         | ARTA                         | 8    | 1        | 0    | 0   | 3    | 54    | 5º   |
| 2021     | Super Formula    | Team Mugen                   | 7    | 3        | 2    | 2   | 4    | 86    | 1º   |
| 2021     | Super GT         | ARTA                         | 8    | 2        | 1    | 0   | 2    | 60    | 2º   |
| 2022     | Super Formula    | Team Mugen                   | 10   | 2        | 6    | 1   | 8    | 154   | 1º   |
| 2022     | Super GT         | ARTA                         | 8    | 1        | 0    | 0   | 1    | 24    | 12º  |
| 2023     | Super Formula    | Team Mugen                   | 9    | 3        | 4    | 0   | 5    | 106   | 3º   |
| 2023     | Super GT         | ARTA                         | 8    | 1        | 0    | 0   | 2    | 36    | 8°   |

*Stagione in corso.

### Risultati completi in Super Formula
(legenda) (Le gare in grassetto indicano la pole position) (Le gare in corsivo indicano Gpv)
| Stagione | Team                         | 1      | 2       | 3       | 4       | 5      | 6      | 7       | 8       | 9       | 10    | Punti | Pos. |
| -------- | ---------------------------- | ------ | ------- | ------- | ------- | ------ | ------ | ------- | ------- | ------- | ----- | ----- | ---- |
| 2014     | DoCoMo Team Dandelion Racing | SUZ 9  | FUJ Rit | FUJ 15  | FUJ 12  | MOT 9  | AUT 9  | SUG 1   | SUZ 12  | SUZ 9   |       | 10    | 10º  |
| 2015     | DoCoMo Team Dandelion Racing | SUZ 8  | OKA 3   | FUJ 8   | MOT 6   | AUT 10 | SUG 3  | SUZ 5   | SUZ Rit |         |       | 19    | 7º   |
| 2016     | DoCoMo Team Dandelion Racing | SUZ 9  | OKA 4   | FUJ 13  | MOT Rit | OKA 4  | OKA 16 | SUG 3   | SUZ 4   | SUZ Rit |       | 14.5  | 9º   |
| 2017     | DoCoMo Team Dandelion Racing | SUZ 16 | OKA 13  | OKA 10  | FUJ 10  | MOT 8  | AUT 14 | SUG 12  | SUZ C   | SUZ C   |       | 2     | 17º  |
| 2018     | DoCoMo Team Dandelion Racing | SUZ 3  | AUT C   | SUG 7   | FUJ 14  | MOT 8  | OKA 4  | SUZ 9   |         |         |       | 12.5  | 7º   |
| 2019     | Team Mugen                   | SUZ 4  | AUT 18  | SUG Rit | FUJ 4   | MOT 8  | OKA 9  | SUZ 1   |         |         |       | 24    | 4º   |
| 2020     | Team Mugen                   | MOT 7  | OKA 10  | SUG 4   | AUT 1   | SUZ 7  | SUZ 5  | FUJ Rit |         |         |       | 47    | 5º   |
| 2021     | Team Mugen                   | FUJ 1  | SUZ 1   | AUT 5   | SUG 6   | MOT 1  | MOT 5  | SUZ 3   |         |         |       | 86    | 1º   |
| 2022     | Team Mugen                   | FUJ 2  | FUJ 1   | SUZ 2   | AUT 4   | SUG 3  | FUJ 3  | MOT 3   | MOT 4   | SUZ 2   | SUZ 1 | 156   | 1º   |
| 2023     | Team Mugen                   | FUJ 2  | FUJ 1   | SUZ Rit | AUT     | SUG 2  | FUJ 8  | MOT 1   | SUZ 1   | SUZ 4   |       | 106   | 3º   |
| 2024     | Team Mugen                   | SUZ 1  | AUT 9   | SUG 1   | FUJ 3   | MOT 3  | FUJ 6  | FUJ 7   | SUZ 5   | SUZ 4   |       | 87    | 2º   |

* Stagione in corso.

### Risultati completi Super GT
(legenda) (Le gare in grassetto indicano la pole position) (Le gare in corsivo indicano Gpv)
| Anno | Team                       | Vettura               | Classe | 1       | 2      | 3       | 4       | 5       | 6      | 7       | 8      | 9   | Punti | Pos. |
| ---- | -------------------------- | --------------------- | ------ | ------- | ------ | ------- | ------- | ------- | ------ | ------- | ------ | --- | ----- | ---- |
| 2013 | Autobacs Racing Team Aguri | Honda CR-Z            | GT300  | OKA     | FUJ    | SEP     | SUG     | SUZ Rit | FUJ    | FUJ Rit | AUT    | MOT | 0     | NC   |
| 2014 | Team Mugen                 | Honda CR-Z            | GT300  | OKA 9   | FUJ 3  | AUT 5   | SUG 11  | FUJ 18  | SUZ 8  | BUR 9   | MOT 13 |     | 26    | 10º  |
| 2015 | Autobacs Racing Team Aguri | Honda NSX Concept-GT  | GT500  | OKA 4   | FUJ 13 | CHA Rit | FUJ Ret | SUZ 10  | SUG 12 | AUT 14  | MOT 11 |     | 10    | 14º  |
| 2016 | Autobacs Racing Team Aguri | Honda NSX Concept-GT  | GT500  | OKA Rit | FUJ 6  | SUG 14  | FUJ 6   | SUZ 9   | CHA 8  | MOT 11  | MOT 13 |     | 16    | 15º  |
| 2017 | Autobacs Racing Team Aguri | Honda NSX-GT          | GT500  | OKA DNS | FUJ 9  | AUT Rit | SUG 5   | FUJ 1   | SUZ 8  | CHA 11  | MOT 9  |     | 37    | 9º   |
| 2018 | Autobacs Racing Team Aguri | Honda NSX-GT          | GT500  | OKA 11  | FUJ 8  | SUZ 1   | CHA Rit | FUJ 4   | SUG 2  | AUT 12  | MOT 1  |     | 71    | 3º   |
| 2019 | ARTA                       | Honda NSX-GT          | GT500  | OKA 1‡  | FUJ 9  | SUZ 4   | CHA Rit | FUJ 7   | AUT 5  | SUG 12  | MOT 13 |     | 31    | 10º  |
| 2020 | ARTA                       | Honda NSX-GT          | GT500  | FUJ 8   | FUJ 14 | SUZ 13  | MOT Rit | FUJ 3   | SUZ 3  | MOT 1   | FUJ 5  |     | 54    | 5º   |
| 2021 | ARTA                       | Honda NSX-GT          | GT500  | OKA 7   | FUJ 8  | MOT 5   | SUZ 11  | SUG 10  | AUT 1  | MOT 1   | FUJ 6  |     | 60    | 2º   |
| 2022 | ARTA                       | Honda NSX-GT "Type S" | GT500  | OKA 10  | FUJ1 1 | SUZ1 7  | FUJ2 5  | SUZ2 13 | SUG 13 | AUT 11  | MOT 8  |     | 24    | 12º  |
| 2023 | ARTA                       | Honda NSX-GT "Type S" | GT500  | OKA 3   | FUJ 11 | SUZ 12  | FUJ 14  | SUZ 14  | SUG 1  | AUT Rit | MOT 5  |     | 35    | 8°   |

* Stagione in corso.